# Новожатково
Новожа́тково — село в Михайловском районе Приморского края, входит в состав Григорьевского сельского поселения.

## География
Село Новожатково Михайловского района стоит на левом берегу реки Абрамовка.
Село Новожатково расположено на дороге, идущей на запад от автотрассы Михайловка — Хороль. К западу от села Новожатково находится село Усачёвка Хорольского района.
Расстояние до районного центра Михайловка около 36 км.

## Население
| 2002 | 2010 |
| ---- | ---- |
| 292  | ↘214 |

## Улицы
| - ул. Кузнечная, - ул. Набережная, - ул. Полтавская, | - ул. Сахалинская, - ул. Центральная. |

## Экономика
Сельскохозяйственные предприятия Михайловского района.

## Инфраструктура
Неподалёку от села находится мачта РТПС «Новожатково» цеха «Уссурийск», которая вещает три радиостанции и два мультиплекса цифрового телевидения.